# Scott Lively
Scott Douglas Lively  (n. 14 decembrie 1957, Shelburne Falls⁠(d), Comitatul Franklin, Massachusetts, Massachusetts, SUA) este un activist, autor, avocat american și fost candidat independent pentru funcția de guvernator al Massachusettsului în alegerile din 2014.
Împreună cu Kevin Abrams a scris The Pink Swastika: Homosexuality in the Nazi Party, care se află la a cincea ediție.